# Чапел Роун
Кејли Роуз Амштуц (енгл. Kayleigh Rose Amstutz; Вилард, 19. фебруар 1998), позната као Чапел Роун (енгл. Chappell Roan), америчка је певачица и текстописац. Облачи се као дрег краљица.

## Биографија
Рођена је 19. фебруара 1998. у Виларду. Најстарија је од четворо деце својих родитеља. Своју заједницу је описала као конзервативну и хришћанску. Током детињства, трипут седмично је посећивала цркву а лети ишла у хришћанске кампове.
Изјашњава се као лезбијка. Облачи се као дрег краљица, а као узор је видела Хану Монтану.

## Дискографија
Студијски албуми
- (2023)